# Place de la République (Vanves)
Pour les articles homonymes, voir Place de la République.
La place de la République est à Vanves dans les Hauts-de-Seine, en France. C'est l'une des places principales de la ville, et elle est très fréquentée par les habitants et les visiteurs.

## Situation et accès

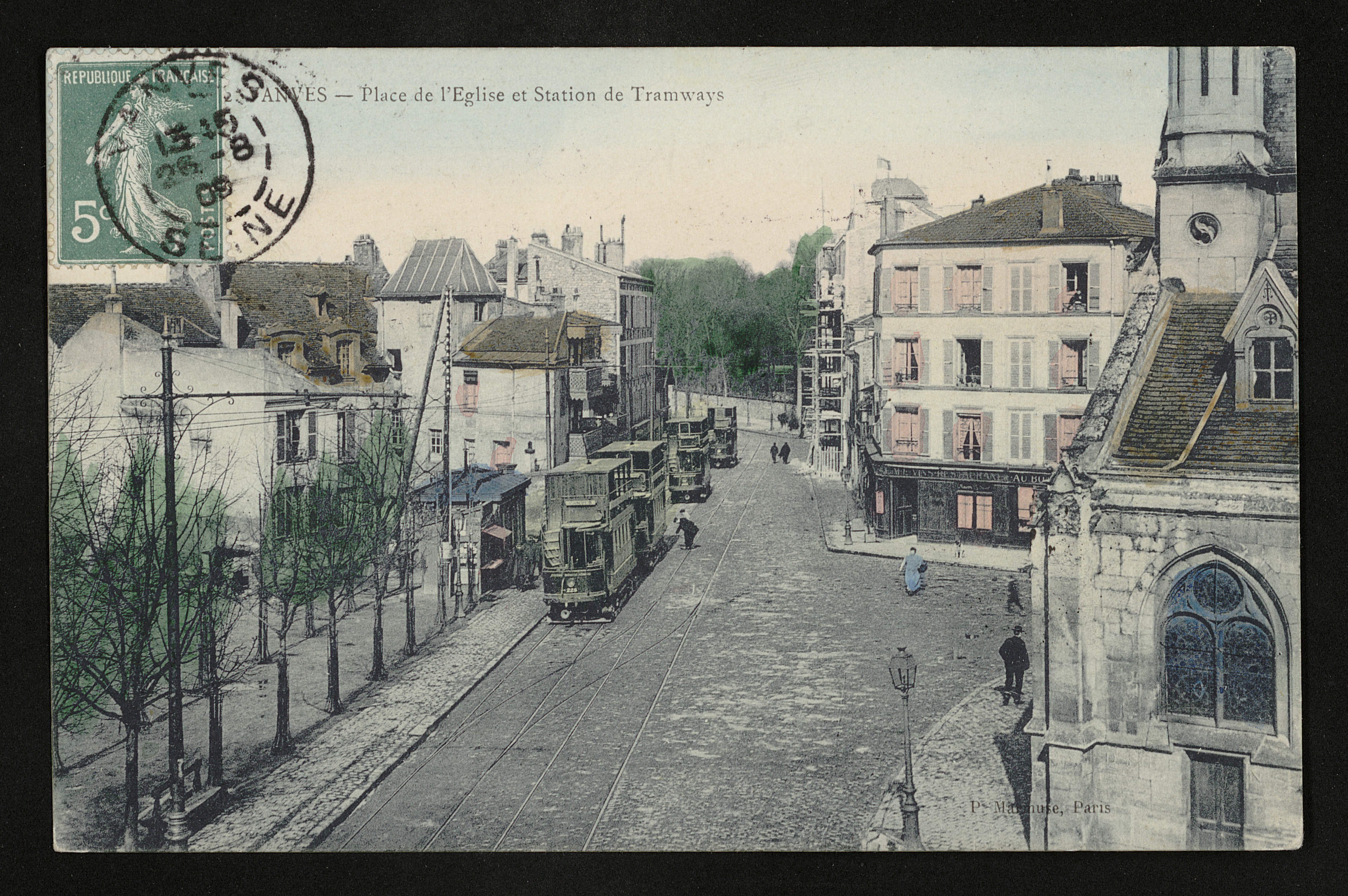
Carte postale - Vanves - Place de l'Église et station de tramways.

Elle est assez spacieuse, entourée d'arbres, et bordée de nombreux commerces, restaurants et cafés. Traversée par la rue de la République, autour d'elles rayonnent la rue de l'Église (ancienne voie particulière nommée passage de l'Église), la rue Kleber et la rue Louis-Blanc. 

## Origine du nom

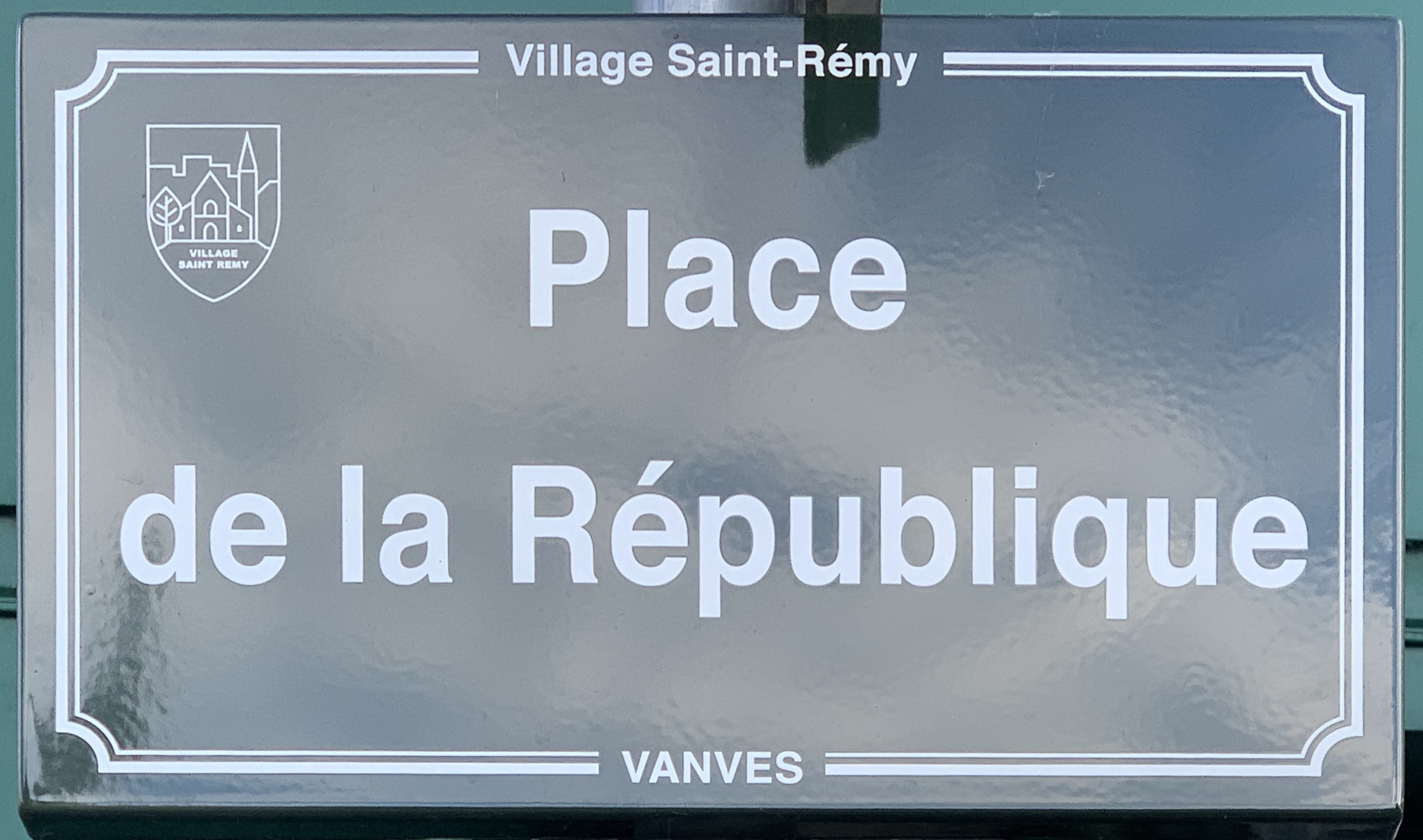
Plaque place de la République.

Cette place, comme de nombreuses autres à la fin du XIXe siècle, a été renommée ainsi en l'honneur de la Troisième République et plus généralement de la République Française.

## Historique

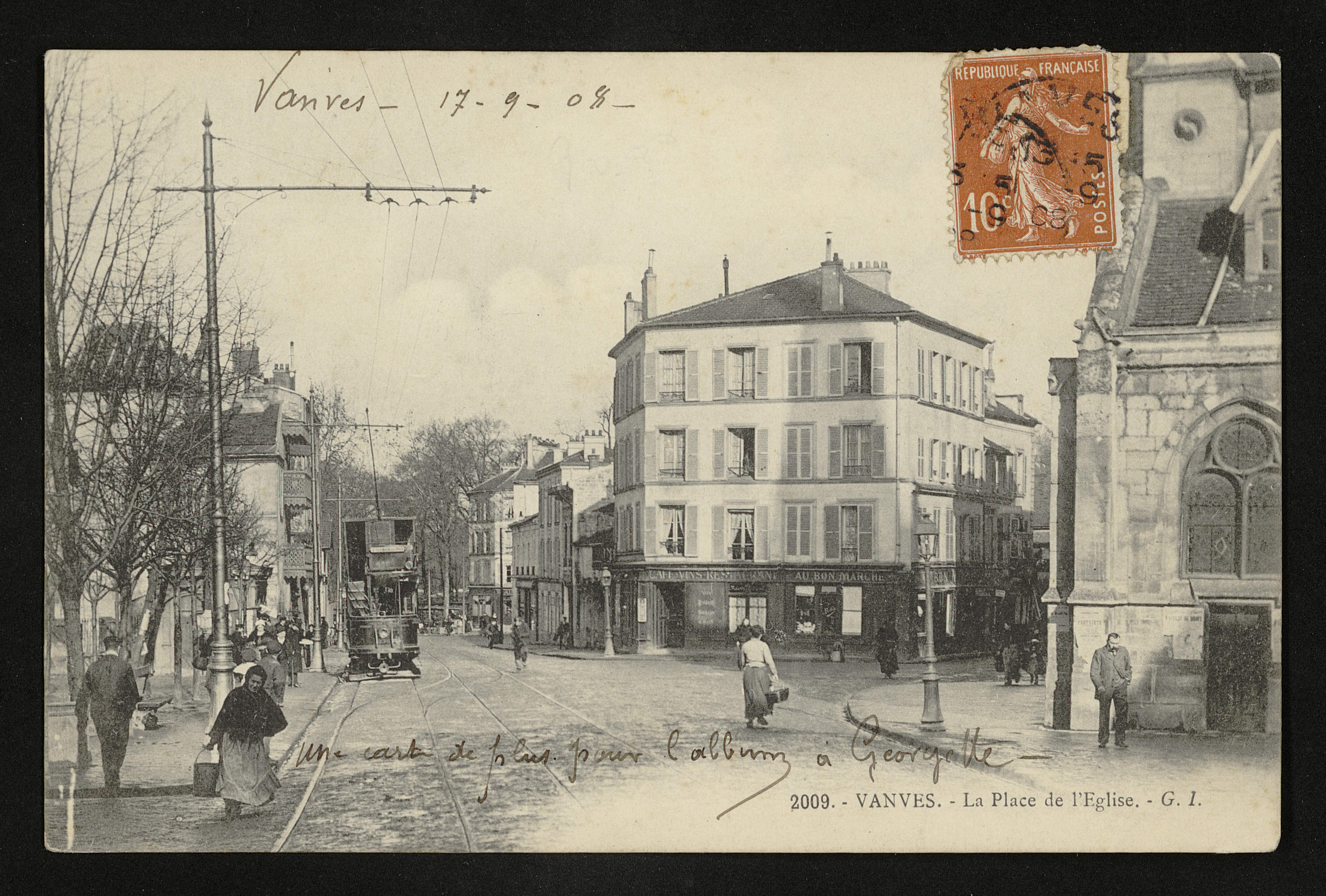
La place de l'Église au début du XXe siècle - Carte postale.

C'était autrefois la place de l'Église. Il s'y trouvait une station de tramway, qui disparut dans les années 1930.
Elle est restaurée en 2006, bénéficiant d'un calepinage.
Des fouilles archéologiques menées dès 2005 lors de la construction d'un immeuble ont mis en évidence la présence de thermes gallo-romaines et d'une activité potiére du IIIe siècle à la période carolingienne. Des travaux plus poussés, en 2009 ont permis de découvrir les fondations d'un bâtiment datant du IIe siècle, dont quelques salles, vraisemblablement un vestibule, une salle chauffée et une pièce de service, s'étendant au nord de la place,.

## Bâtiments remarquables et lieux de mémoire

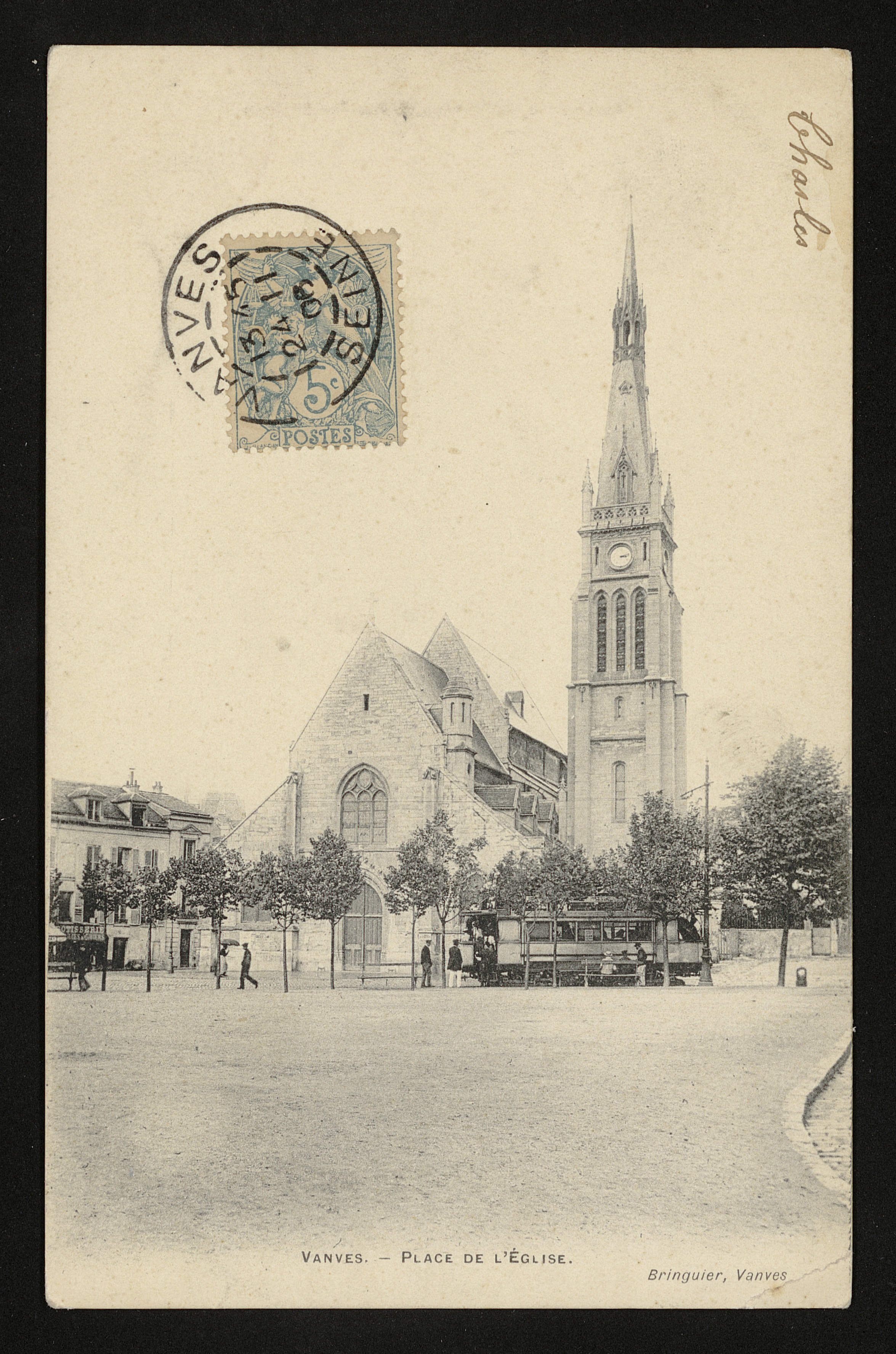
Vanves - Place de l'Église.

- Église Saint-Rémy de Vanves, reconstruite en 1419 sur les fondations d'un plan ancien édifice.
- Au no 8, un immeuble classé[8].
- Jusqu'en 1896, un marché aux comestibles, déplacé depuis vers la mairie.